# Kjell Sjöberg (pastor)
Kjell Emanuel Sjöberg, född 9 juni 1933 i Engelbrekt i Stockholm, död 2 april 1997 i Bro, var en svensk pastor och författare. Han var son till missionären Tage Sjöberg och bror till pastor Stanley Sjöberg.
Han var under en tid missionär i Pakistan innan han 1974 blev pastor för Aspnäskyrkan, Järfälla pingstförsamling. Vid hans tillträde hade församlingen 147 medlemmar där antalet växte till cirka 600 medlemmar i början av 1980-talet. Församlingen blev under hans ledarskap ett starkt fäste för den karismatiska väckelsen i Sverige.
I slutet av 1970-talet publicerade Sjöberg Djärva planer för församlingstillväxt (1978) och Möjlighetstänkande och trosmålsättningar (1979). Genom dessa böcker introducerade Sjöberg i Sverige idéer från den internationella församlingstillväxtrörelsen och formulerade samtidigt en vision för mission i Stor-Stockholm genom grundandet av nya församlingar. Sjöberg blev också en pionjär för karismatiskt böneliv och förbönstjänst genom organisationen "Förebedjare för Sverige", vilken startades i mitten av 1970-talet, samt genom undervisning och en rad strategiska böneresor till olika delar av världen.
Flera av hans skrifter under 1980-talet blev omtalade i Sverige, bland annat Gåvoupptäckande och kallelsevisshet (1982), Den profetiska församlingen (1982), Låt varna er! (1983) och Hänförelse (1984).